# Parsuratan
Parsuratan is een bestuurslaag in het regentschap Toba Samosir van de provincie Noord-Sumatra, Indonesië. Parsuratan telt 538 inwoners (volkstelling 2010).